# 物上代位
物上代位（ぶつじょうだいい、仏: subrogation réelle、独: dingliche Surrogation、英: real subrogation）は、ある物又は権利の法的な属性が当該物や権利に関連する他の物や権利に及ぶ場合に用いられる法律用語。
文言通りには、「物的な代位」という意味であり、通常の代位（人的代位）が他人の財産を取得する場合や他人の権利を行使できる場合に用いられるのとは異なる意味で用いられている。担保物権の文脈で用いられることが多い。
ドイツ法の用語としては「物上代位」と訳されることが多いものの、フランス法の用語としては「物的代位」と訳されることが多い。
以下、基本的には日本法における物上代位について説明する。

## 担保物権に関する物上代位

### 具体的な事例
例えば、ローンを貸し付けるに当たって、貸付人が、借入人の所有する建物に当該貸付金を担保するために抵当権を設定したとする。これにより、借入人がローンを返せない場合には、当該建物が差し押さえられて換価され、その代金から貸付人は当該貸付金を回収できることとなる。もっとも、ここで、例えば抵当権設定後にその建物が放火により全焼してしまった場合には、貸付人は担保を失うこととなってしまいそうである。しかし、この場合には借入人は放火犯に対して不法行為に基づく損害賠償請求権を有するはずであり、貸付人（抵当権者）はその抵当権の行使としてこの損害賠償請求権を差し押さえ、そこから貸付金を回収することができる。
あるいは、動産である商品を販売し、引き渡したが売却代金をまだ回収していない場合、売主は当該商品について売却代金を担保するための先取特権（動産売買先取特権）を当然に有する。これにより、買主が売却代金を払えなくなった場合には、当該商品が差し押さえられて換価され、その代金から売主は当該売却代金を回収できることとなる。もっとも、ここで、例えば買主が当該商品を第三者に転売した場合には、売主は担保を失うこととなってしまう、しかし、この場合には売主は当該第三者に対して（まだ回収していなければ）売却代金債権を有する状況であり、売主（先取特権者）はその先取特権の行使としてこの売却代金債権を差し押さえ、そこから自己の売却代金を回収することができる。

### 説明
このように、日本法においては、民法により、先取特権、抵当権及び質権の効力は
- 目的物の売却、賃貸、滅失若しくは損傷により設定者が受けるべき金銭その他の物、又は
- 目的物に対する物権の設定による対価

の上にも及ぶものとされており、このように担保物権の効力がその目的物の価値変化物に及ぶことを「物上代位」という。
その趣旨は、担保目的物に関するさまざまなリスクから担保権者を保護し、担保物権による債権回収の確実性をなるべく高くすることにある。
物上代位ができるという担保物権の性質を物上代位性といい、担保物権の通有性の一つといわれる。実際には、先取特権（民法304条）・質権（民法350条、特許法第96条、実用新案法第25条第2項、意匠法第35条第2項、商標法第34条第2項）・抵当権（民法372条、建設機械抵当法第12条、航空機抵当法第8条、自動車抵当法第8条）及び譲渡担保（判例）には認められているが、留置権には認められていない。
物上代位を行うには、「払渡し又は引渡し」前に「差押え」を行う必要があるが、特別法に基づく一定の場合にはかかる「差押え」を要しない。

### 代位物の範囲
上記のような物上代位の目的となるものを代位物、代償物又は代表物（独Surrogat）という。通説によると、条文上は「物」（＝有体物）とあるにもかかわらず債権を含む（むしろ通常は債権である）ものと理解されている。
物上代位の目的となる代位物には以下のようなものがある。なお、通説によると、通常は以下のものに係る債権が物上代位の目的として理解される。

#### 払渡し又は引渡し前の差押えを要する代位物
民法304条（準用される場合を含む。以下同じ。）など、通常は「払渡し又は引渡し」の前に「差押え」をすることを要する。これによって初めて具体的に担保権の効力が及ぶこととなる。
- （売却による）売却代金（民法第304条第1項））

抵当権の場合も文言上は含まれており（特に、建設機械抵当権、航空機抵当権、自動車抵当権については明らかである。）、判例も肯定する。これに対して、抵当権には追及効がある（目的物が譲渡されても先に対抗要件を具備した抵当権は害されない。）ことを理由に反対する説もある。
- （賃貸による）賃料（民法第304条第1項）

通説・判例は肯定する。抵当権に基づく不動産賃料に対する物上代位は、実務的には物上代位の中でもよく用いられるものであるが、担保不動産収益執行と競合する関係にある。
- （滅失又は損傷による）損害保険金（民法第304条第1項）

通説・判例は肯定するが、否定説も存在する。実務上は、建物について抵当権を設定すると同時に火災保険請求権にも質権を設定する例も多い。
- （滅失又は損傷による）損害賠償金（民法第304条第1項）
- （地上権設定による）地代（民法第304条第2項）
- 特許権等の対価及びライセンス料（特許法第96条、実用新案法第25条第2項、意匠法第35条第2項、商標法第34条第2項）
- 土地収用法に基づく収用又は使用に因って債務者が受けるべき補償金等又は替地（同法第104条）
- 仮登記担保契約に関する法律に基づく清算金（同法第104条）
- 公共用地の取得に関する特別措置法第33条第1項に基づく清算金（同法第35条）（ただし、「払渡し又は引渡し」前ではなく「払渡し」前。）

#### 例外的に払渡し又は引渡し前の差押えを要しない代位物
一定の場合は、例外的に「払渡し又は引渡し」前の「差押え」は不要であり、一定の代位物に対して当然に担保権が及ぶ。

##### 株式質権、新株予約権質権又は信託受益権質権に基づく物上代位
株券質権、新株予約権質権、信託受益権質権の場合には、払渡し又は引渡し前の差押えをしなくても、目的たる株式、新株予約権又は信託受益権に基づき受領すべき金銭その他の財産（配当金など）について担保権が及ぶ。なお、債権質権（社債質権なども含む）の場合の利息についても同様であるが、これは本来的に質権が及んでいるものであって物上代位ではないと解されているため、特に規定は置かれていない。
- 株式質権の場合
  - 株式会社が一定の行為をした場合に、当該行為によって当該株式の株主が受けることのできる金銭その他の財産（会社法第151条）
  - 新株発行の無効判決が確定した場合の株主が支払を受けるべき金銭（第840条第5項）（登録株式質権者に限る。）
  - 株式交換又は株式移転の無効判決が確定した場合の旧完全子会社株式（第844条第2項）
- 新株予約権質権の場合
  - 株式会社が一定の行為をした場合に、当該行為によって当該新株予約権の新株予約権者が受けることのできる金銭その他の財産（会社法第272条1項）
  - 新株予約権の行使をすることにより当該新株予約権の新株予約権者が交付を受ける株式（会社法第272条第4項）
  - 新株予約権発行の無効判決が確定した場合の株主が支払を受けるべき金銭（会社法第842条第2項）（登録新株予約権質権者に限る。）
- 受益権質権の場合
  - 当該受益権を有する受益者が受託者から信託財産に係る給付として受けた金銭その他の財産（信託法第97条第1号）
  - 受益権取得請求によって当該受益権を有する受益者が受ける金銭その他の財産（信託法第97条第2号）
  - 信託の変更による受益権の併合又は分割によって当該受益権を有する受益者が受ける金銭その他の財産（信託法第97条第3号）
  - 信託の併合又は分割（信託の併合又は信託の分割をいう。以下同じ。）によって当該受益権を有する受益者が受ける金銭その他の財産（信託法第97条第4号）
  - 以上に掲げるもののほか、当該受益権を有する受益者が当該受益権に代わるものとして受ける金銭その他の財産（信託法第97条第5号）

##### 供託金に対する物上代位
以上のほか、特定の法律に基づいて担保権者のために一定の金銭が供託されることがあり、かかる供託金についても払渡し又は引渡し前の差押えをすることなく物上代位が可能である（民法第366条第3項、会社法第154条第2項、第272条第3項、第840条第6項、第842条第2項、信託法第98条第2項、マンションの建替え等の円滑化に関する法律第77条、第86条第2項、大深度地下の公共的使用に関する特別措置法第34条、都市再開発法第105条第2項、密集市街地における防災街区の整備の促進に関する法律第249条、電話加入権質に関する臨時特例法第12条第2項）。

### 物上代位権の行使
上記の一定の例外を除き、物上代位権を行使する場合にはその「払渡し又は引渡し」の前に「差押え」をしなければならない（民法304条1項但書）。

#### 「差押え」
「差押え」の意義及び目的については、「払渡し又は引渡し」の意義にも関連して複雑な争いがある。

##### 抵当権の場合
判例によると、抵当権の場合の「差押え」の目的は、第三債務者の二重払いの危険からの保護にある。民事執行法193条1項後段に基づいて行う必要があり、配当要求や強制執行としての差押えをもってこれに代えることはできない。

##### 動産先取特権の場合
判例によると、抵当権の場合の「差押え」の目的は、第三債務者の二重払いの危険からの保護と代位物たる債権の譲受人その他の第三者の保護にある。これは、抵当権とは違って動産先取特権は公示がないことによる。民事執行法193条1項後段に基づいて行う必要があり、配当要求や強制執行としての差押えをもってこれに代えることはできない。

#### 「払渡し又は引渡し」
「払渡し又は引渡し」の意義についてはいくつかの判例があり、上記の「差押え」の目的の違いに従って、以下のように担保権ごとに異なる解釈が採られている。

##### 弁済
弁済が「払渡し又は引渡し」に含まれることに争いはない。時効消滅、相殺、更改、免除、混同についても同様に考えられる。相殺については詳細は後述。

##### 譲渡・質入れ・転付命令
いわゆる「債権譲渡と物上代位」といわれる論点とその関連論点である。

###### 抵当権の場合
判例によれば、代位物たる債権の譲渡は「払渡し又は引渡し」が含まれない（最判平成10年1月30日民集52巻1号1頁、最判平成10年2月20日集民第187号47頁）。すなわち、抵当権者は抵当権設定登記後の代位物たる債権の譲受人に対して対抗できる。抵当権は対抗力を具備するためには登記が必要であり、登記がなされている以上は、代位物について抽象的に抵当権の効力が及んでいることが公示されており、したがって、債権を譲り受ける前に抵当権の登記を確認すれば物上代位の可能性は確認できるからである。
一方、判例によれば、転付命令の第三債務者への送達は、「払渡し又は引渡し」に含まれる（最判平成14年3月12日第56巻3号555頁）。すなわち、譲渡の場合とは異なり、抵当権者は代位物たる債権について転付命令を受けた他の債権者に対して対抗できない。その理由については、「転付命令は、金銭債権の実現のために差し押さえられた債権を換価するための一方法として、被転付債権を差押債権者に移転させるという法形式を採用したものであって、転付命令が第三債務者に送達された時に他の債権者が民事執行法159条3項に規定する差押等をしていないことを条件として、差押債権者に独占的満足を与えるものであ」ること（民事執行法159条3項、160条）、「抵当権者が物上代位により被転付債権に対し抵当権の効力を及ぼすためには、自ら被転付債権を差し押さえることを要すること」、「同法159条3項に規定する差押えに物上代位による差押えが含まれること」を挙げている。

###### 動産先取特権の場合
一方、判例によれば、動産売買先取特権について、代位物たる債権の譲渡は「払渡し又は引渡し」に含まれる（最判平成17年7月22日民集59巻2号314頁）。すなわち、先取特権者は債権の譲受人に対抗できない。先取特権は公示がなされないため、代位物について抽象的に抵当権の効力が及んでいることが公示されておらず、譲受人は、物上代位の可能性を確認できないためである。ここでは、「差押え」の意義については、抵当権の場合の第三債務者の二重払いの危険からの保護のみならず、譲受人等の第三者の保護も含まれるものとされている。

##### 一般債権者の差押え・仮差押え・倒産手続開始決定
判例によれば、一般債権者の差押え、仮差押え、倒産手続開始決定は「払渡し又は引渡し」に含まれない（最判昭和59年2月2日民集第38巻3号431頁（先取特権と破産宣告。差押えにも言及）、最二小判昭和60年7月19日民集39巻5号1326頁（先取特権と仮差押え。差押えにも言及）、最判平成10年3月26日第52巻2号483頁（抵当権と一般債権者の差押え）、最判平成11年5月27日第53巻5号863頁（動産譲渡担保権と破産宣告）など）。すなわち、抵当権であれば抵当権設定登記後に、先取特権であれば先取特権成立後に、動産譲渡担保権であれば引渡し後に、一般債権者による差押えに係る差押命令の送達、仮差押命令の送達、破産手続開始決定、再生手続開始決定、更生手続開始決定がなされても、抵当権者、先取特権者又は動産譲渡担保権者はこれらに対抗できる。

##### 相殺
いわゆる「相殺と物上代位」の論点である。

###### 抵当権の場合
判例は、「抵当権者が物上代位権を行使して賃料債権の差押えをした後は、抵当不動産の賃借人は、抵当権設定登記の後に賃貸人に対して取得した債権を自働債権とする賃料債権との相殺をもって、抵当権者に対抗することはできない」ものとし、その理由を、「物上代位権の行使としての差押えのされる前においては、賃借人のする相殺は何ら制限されるものではないが、上記の差押えがされた後においては、抵当権の効力が物上代位の目的となった賃料債権にも及ぶところ、物上代位により抵当権の効力が賃料債権に及ぶことは抵当権設定登記により公示されているとみることができるから、抵当権設定登記の後に取得した賃貸人に対する債権と物上代位の目的となった賃料債権とを相殺することに対する賃借人の期待を物上代位権の行使により賃料債権に及んでいる抵当権の効力に優先させる理由はないというべきであるからである」、とする（最判平成13年3月13日民集第55巻2号363頁）。この点、「抵当権設定登記により公示されているとみることができる」物上代位権の対抗力は、差押えによって現実化するから、登記は差押え以前の相殺を制限しないとする説明が加えうる。
すなわち、抵当権の場合には、第三債務者による反対債権の取得（による相殺の期待の発生）は「払渡し又は引渡し」には含まれないが、第三債務者による相殺（による代位物たる債権の消滅）は「払渡し又は引渡し」に含まれることとなる。これは、抵当権の場合には、質入れは「払渡し又は引渡し」に含まれない一方で、（質権者に対するものも含めて）弁済は「払渡し又は引渡し」に含まれると考えられることと整合する。もっとも、差押えがなされ、登記が公示する抵当権の物上代位権の対抗力が現実化した後には、登記後に取得した債権を自働債権として代位物たる債権を消滅させる相殺は許されないこととなる。

###### 動産先取特権の場合
上記判例を前提とすれば、公示のない先取特権については、第三債務者による反対債権の取得（による相殺の期待の発生）は「払渡し又は引渡し」には含まれることになり、したがって、先取特権者が物上代位権を行使して代位物たる債権の差押えをした後であっても、第三債務者は、差押え前に取得した反対債権を自働債権とする代位物たる債権との相殺をもって、先取特権者に対抗することができるものと解されることになる。これは、先取特権の場合には、質入れは「払渡し又は引渡し」に含まれると考えられることと整合する。

#### 手続
担保権に基づく物上代位は、担保権の存在を証する文書が提出されたときに限り、開始する（民事執行法第193条第1項後段）。開始後の手続については、基本的には、債権及びその他の財産権に対する強制執行の規定が準用される（同条第2項）。

### 世界各国における例

#### フランス
フランス法の用語としては「物的代位」と訳されることが多い。

#### アメリカ合衆国
アメリカ合衆国におけるUCCには物上代位に類似した規定が置かれている。ここでは、日本法（大陸法）における「代位物」に相当する概念としてプロシーズ（proceeds）という概念（通常は換価金の意味。）が用いられており、担保権（security interest）はプロシーズにも及ぶものと規定されているのである（UCC§9-315(a)(2)）。
かつての§9-306（"Proceeds"; Secured Party's Rights on Disposition of Collateral.）においては、プロシーズは、担保目的物又はプロシーズの売却、交換、回収その他の処分に基づき受領されるあらゆるものを含み（§9-306(1)第1文）、また、（担保契約の当事者以外の者に支払われるものを除き）損失又は損害を理由として支払われる保険金も含む（§9-306(1)第2文）ものとされていた。したがって、条文上は賃料は含まれていない。
これに対して、1972年の改正により、プロシーズは次のように定義が変更された（§9-102(a)(64)）。これにより、賃料やライセンス料、株式への配当金なども含まれることとなったのである。
(A) 担保目的物の売却、賃貸、使用許諾、交換その他の処分に基づき取得されるあらゆるもの
(B) 担保目的物に基づいて回収され、又は担保目的物を理由として分配されたあらゆるもの
(C) 担保目的物より生じる権利
(D) 担保目的物の価値の限度における、担保目的物の損失、不適合若しくは使用の妨害、担保目的物の瑕疵若しくは担保目的物に対する権利の侵害又は担保目的物への損害より生じる請求権
(E) 担保目的物の価値の限度における、及び、債務者又は被担保当事者に支払われる限度における、担保目的物の損失若しくは不適合、担保目的物の瑕疵若しくは担保目的物に対する権利の侵害又は担保目的物への損害を理由として支払われる保険金

## 財産分離に関する物上代位
民法第946条、第950条 

## 遺贈の物上代位
民法第999条、第1001条

## 信託財産に関する物上代位
信託財産に属する財産の管理、処分、滅失、損傷その他の事由により受託者が得た財産は信託財産に属する（信託法第16条第1号）。これもまた物上代位と呼ばれる。同様の準則は各法域の信託法において認められ、英米法圏においては「トレーシング」（tracing）の法理により説明されるが、日本と同様に大陸法の影響の強いスコットランドや南アフリカでは物上代位（real subrogation）と呼ばれる。